# Umm Izam
Umm Izam – wieś w Syrii, w muhafazie Aleppo, w dystrykcie Manbidż. W 2004 roku liczyła 688 mieszkańców.